# Grayfolded
Grayfolded je koncertní album skupina Grateful Dead. Album produkoval John Oswald. Grayfolded je homofonem slov „Grateful Dead“.

## Seznam skladeb
| Transitive Axis - Disk 1 | Transitive Axis - Disk 1        | Transitive Axis - Disk 1 |
| Pořadí                   | Název                           | Délka                    |
| ------------------------ | ------------------------------- | ------------------------ |
| 1.                       | Novature (Formless Nights Fall) | 1:19                     |
| 2.                       | Pouring Velvet                  | 2:58                     |
| 3.                       | In Revolving Ash Light          | 17:00                    |
| 4.                       | Clouds Cast                     | 7:13                     |
| 5.                       | Through                         | 8:52                     |
| 6.                       | Fault Forces                    | 6:19                     |
| 7.                       | The Phil Zone                   | 4:45                     |
| 8.                       | La Estrella Oscura              | 9:33                     |
| 9.                       | Recedes (While We Can)          | 1:56                     |

| Mirror Ashes - Disk 2 | Mirror Ashes - Disk 2                     | Mirror Ashes - Disk 2 |
| Pořadí                | Název                                     | Délka                 |
| --------------------- | ----------------------------------------- | --------------------- |
| 1.                    | Fold (hidden track)                       | 2:10                  |
| 2.                    | Transilience                              | 0:07                  |
| 3.                    | 73rd Star Bridge Sonata                   | 13:41                 |
| 4.                    | Cease Tone Beam                           | 12:45                 |
| 5.                    | The Speed of Space                        | 8:49                  |
| 6.                    | Dark Matter Problem/Every Leaf Is Turning | 6:42                  |
| 7.                    | Foldback Time                             | 1:33                  |
| Celková délka:        | Celková délka:                            | 103:32                |

## Sestava
- Jerry Garcia - sólová kytara, zpěv
- Bob Weir - rytmická kytara, zpěv
- Phil Lesh - basová kytara, zpěv
- Bill Kreutzmann - bicí
- Mickey Hart - bicí
- Ron „Pigpen“ McKernan - klávesy, perkuse, harmonika, zpěv
- Tom Constanten - klávesy
- Keith Godchaux - klávesy
- Donna Jean Godchaux - zpěv
- Bruce Hornsby - piáno, klávesy, zpěv
- Brent Mydland - klávesy, zpěv
- Vince Welnick - klávesy, zpěv
- John Oswald - aranžér